# Andreas Conrad Putscher Linde
Andreas Conrad Putscher Linde, född den 30 augusti 1814 i Köpenhamn, död där den 3 mars 1888, var en dansk ämbetsman. Han var son till kammarherren, överste Georg Linde. 
Linde blev 1831 student från Borgerdydskolen i Köpenhamn, 1835 juridisk kandidat, 1836 kanslist under direktionen för universitetet och lärdomsskolorna, 1841 tillika auditör i armén, 1843 fullmäktig under den nämnda direktionen och 1847 chef for dennas sekretariat för Sorø Akademi och de vetenskapliga realskolorna, 1848 chef för Kultusministeriets sekretariat för allt högre undervisningsväsen, 1851 tillförordnad, från 1853 till sin död ordinarie departementschef i ministeriet, från 1876 som dettas enda departementschef. Dessutom var han från 1866-1876 tillförordnad chef för Det Kongelige Teater och Kapel, från 1864 generaldecisor för civillistans räkenskaper, 1861-1887 sekreterare och bokhållare vid den Hielmstierne-Rosencroneske Stiftelse, i vars direktion han därefter fick säte, samt från 1864 medlem av Idiotanstaltens styrelse. År 1851 blev han kansliråd, 1852 justitieråd, 1860 etatsråd, 1869 konferensråd, 1884 kammarherre, 1872 kommendör av 2:a graden, 1874 av 1:a graden och 1886 storkors av Dannebrogsorden. 
Linde var en varmhjärtad, högt bildad och taktfull man, om än något svag till karaktären, vilken med djuplodande kunskap om största delen av den administration som hörde hemma i kultusministeriet och med otröttlig arbetsiver genom en lång följd av år verkade för de talrika reformer, som förbereddes och genomfördes på kulturlivets olika områden. Särskilt allt, som rörde den högre undervisningen, låg honom varmt om hjärtat, vilket han bland annat ådagalade genom utgivandet av sina noggrant utarbetade "Meddelelser fra den lærde Skole" om de dit hörande institutionerna. Hans verksamhet som chef for Det Kongelige Teater var däremot av ringa betydelse. Den instruktion, som utfärdades för den samtidigt fungerande intendenten Berner, var nämligen avfattad  så, att inte blott hela den dagliga ledningen, utan beslutsfattandet över huvud var lagt i dennes hand, medan chefen närmast enbart kunde betraktas som ett mellanled mellan honom och ministeriet och som den, som representerade teatern utåt.